# Méchy
Méchy est une ancienne commune française du département de la Moselle en région Grand Est. Elle est rattachée à celle de Sanry-lès-Vigy depuis 1811.

## Toponymie
Anciennes mentions : Marcey (1128) ; Marcey-deles-Vigey, Maixey et Marchey (xve siècle) ; Merchey (1400) ; Mercey deleiz Vegey (1404) ; Merxeié (1442) ; Marxy deleiz Vigy (1459) ; Marcy-les-Veigy (1476) ; Merxy (1493) ; Méxi (1606) ; Méchi (1635) ; Meschy (1697) ; Mexy (1756). 
En lorrain : M'chi.

## Histoire
Cette localité dépendait des Trois-Évêchés dans le bailliage de Metz.
La commune de Méchy est réunie à celle de Sanry-lès-Vigy le 23 ou 28 décembre 1811.

## Démographie
| 1793 | 1800 | 1806 |
| ---- | ---- | ---- |
| 136  | 112  | 128  |

## Lieux et monuments
- Cloche de 1738
- Croix de 1820
- Fontaine